# EMac
Az eMac asztali számítógépet az Apple Computer fejlesztette, gyártotta és forgalmazta 2002. április 29. és 2005. október 12. között. Az Apple az eMac-kel az oktatási piacot célozta meg – az e betű erre utal (education) a gép nevében –, de később elérhetővé tették az iMac G4 olcsóbb tömegpiaci alternatívájaként. Az eMac-et 2005. október 12-én kivonták a kiskereskedelemből, és ezt követően ismét kizárólag oktatási intézményeknek értékesítették  2006. július 5-ig, amikor befejezték az eMac forgalmazását.
Az eMac kialakítása nagyon hasonlít az iMac G3-ra, de csak fehér színben volt elérhető, az iMacnél nagyobb méretű és súlyú volt (23 kg).

## Történet

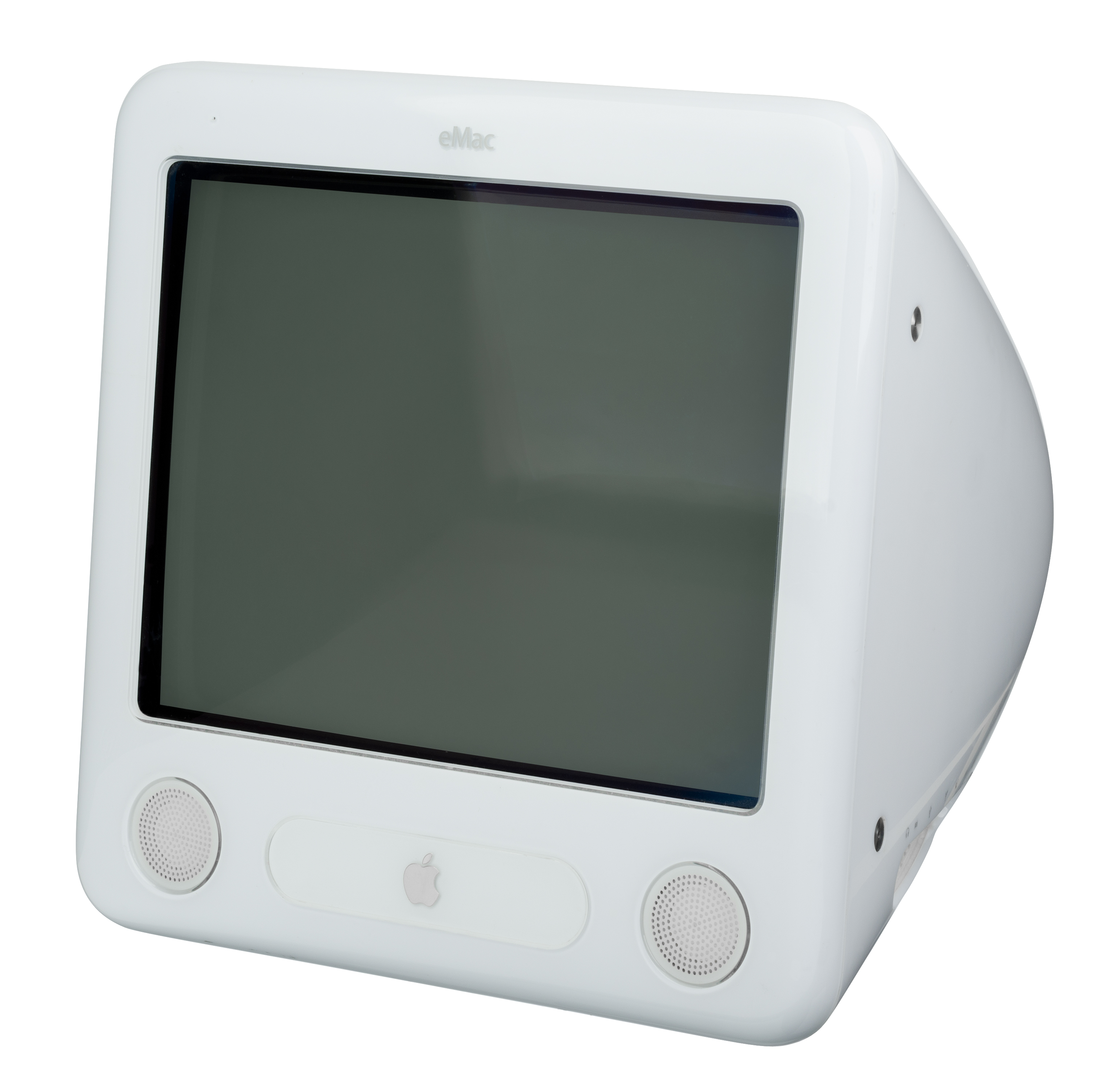
eMac. Az Apple logó mögött volt a Combo– vagy SuperDrive, a két oldalán pedig a sztereó hangszórók láthatók

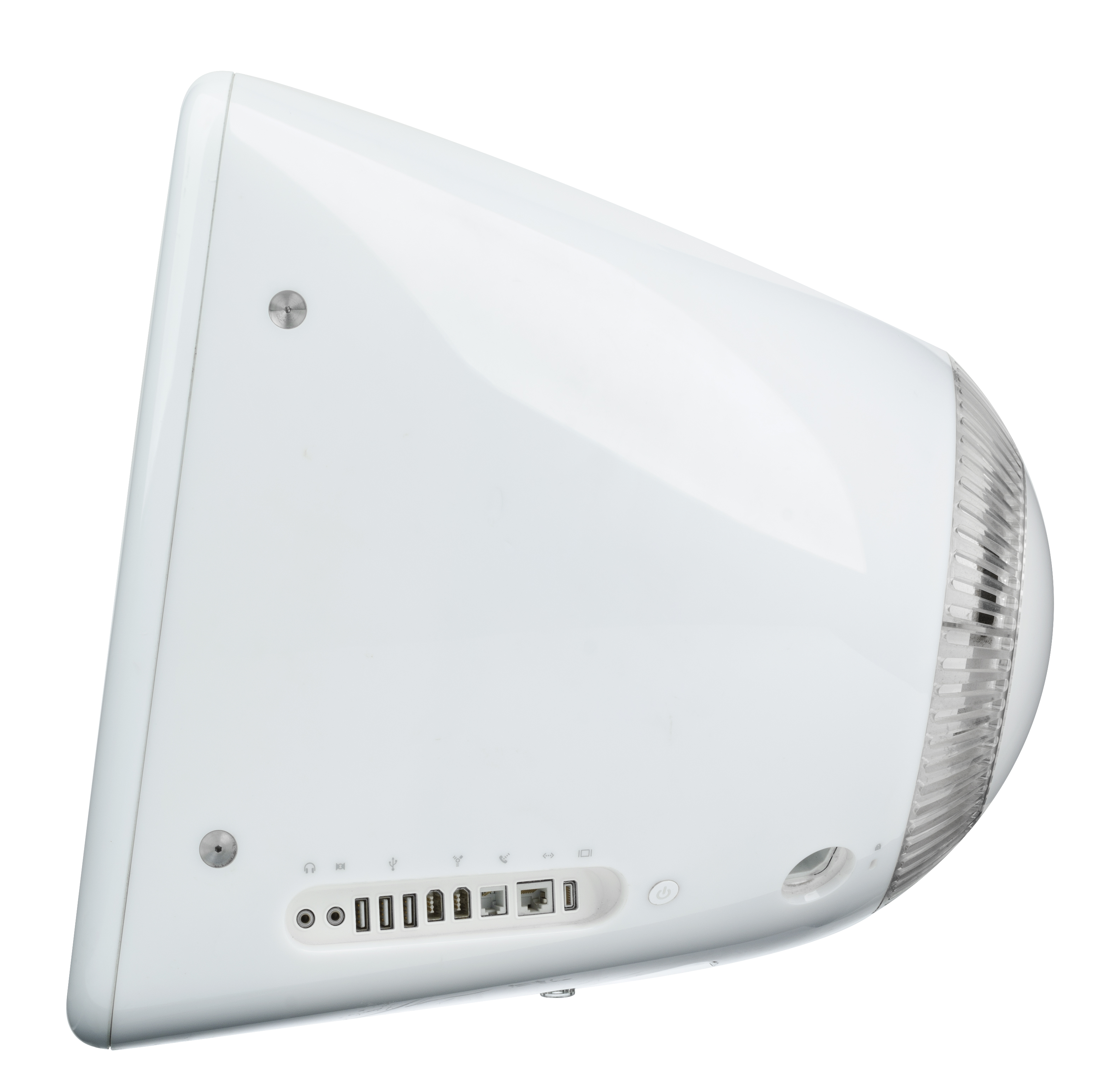
A kép nagyítható, néhány kattintás szükséges. Balról jobbra a csatlakozók: fejhallgató, hang bemenet, három USB, két FireWire, modem, Ethernet és videó kimenet. A csatlakozó öböltől jobbra a bekapcsoló gomb

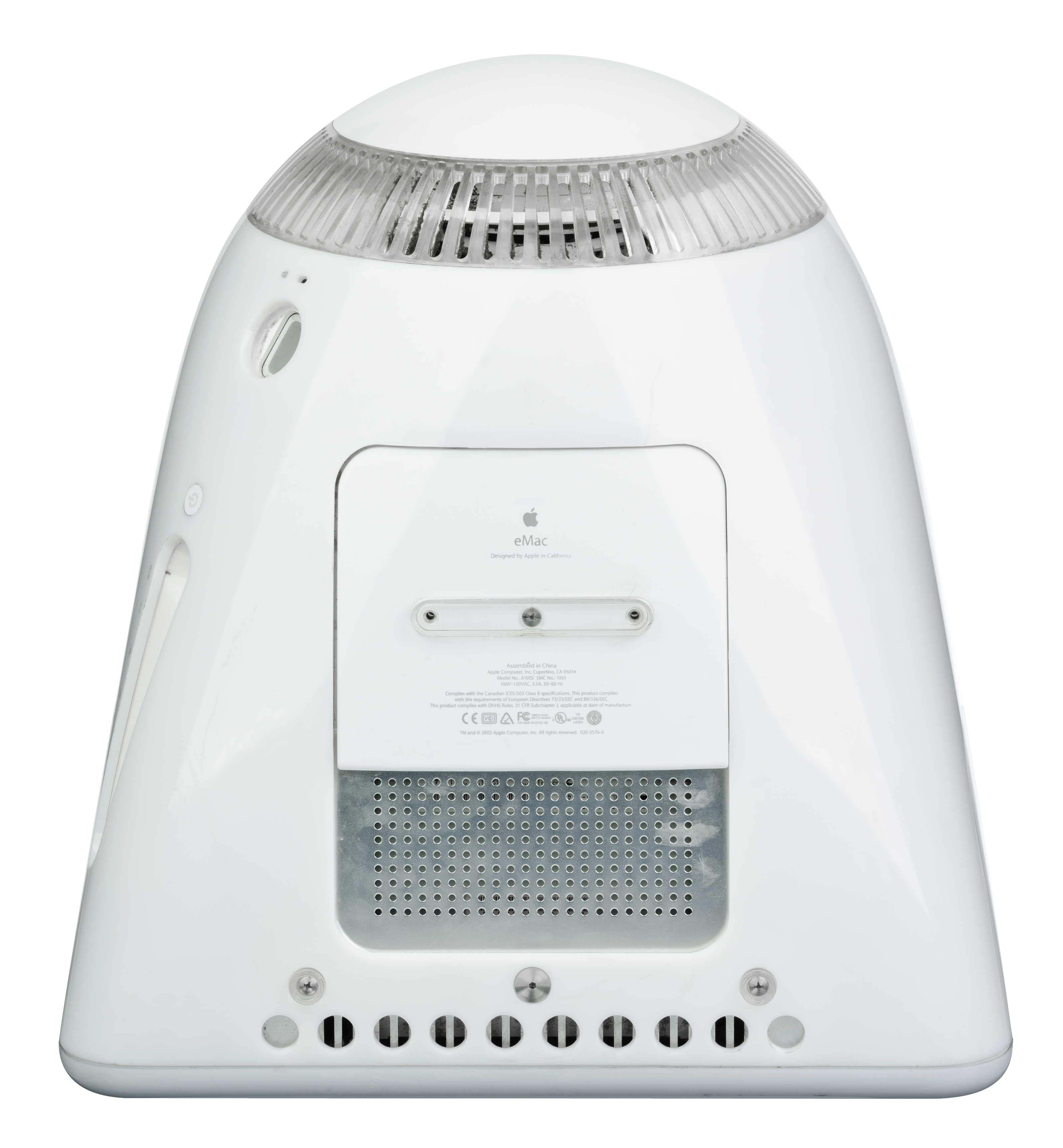
Az eMac alján levő kis ajtó levétele után lehetett memóriát bővíteni. Vagy csökkenteni

1998-ban az Apple bemutatta az iMac G3-at, a katódsugárcsöves kijelzős számítógépet, a kijelző és a gép egyetlen házba került az összes egyéb alkatrésszel együtt. Az iMac nagy sikert aratott, a 799 dollárért kínált gépből több mint ötmillió darabot adtak el. 2002 januárjában az Apple bejelentette az iMac G4-et. Ezt az iMacet az Apple egy lapos kijelző köré építette és drágább volt. Néhány iMac G3 modell az oktatási részére forgalomban maradt, de például a videó kezeléséhez nem kínált elegendő teljesítmény. Az oktatási ügyfelek az Apple eladásainak közel egynegyedét tették ki, a piac megőrzése kiemelten fontos volt az Apple-nek.
Ezért az Apple megtervezte és 2002. április 29-én bejelentette az eMac-et, amelyet csak az oktatási piacon értékesítik. Az eMac 700 MHz-es G4 processzorral, 40 GB merevlemezzel, CD-RW meghajtóval, 17 hüvelykes monitorral, nVidia GeForce2 MX videokártyával, öt USB és két FireWire porttal, beépített hangszórókkal és mikrofonnal, billentyűzettel, egérrel rendelkezett. Vagy Mac OS 9.2.2 vagy Mac OS X 10.1.4 volt rendelhető, a legolcsóbb eMac 1099 dollárba került.
A gépet a katódsugárcsöves képernyő olcsóbbá tette, a legdrágább konfigurációjú eMac olcsóbb volt, mint a legolcsóbb  iMac G4. Az egybeépítés, a gép tömege azt a célt is szolgálta, hogy az iskolai környezetnek kihívásait elviselje.
Az eMac alapvetően hasonló volt az iMac G3-hoz, de nagyobb, 17 hüvelykes (16 hüvelykes látható) lapos képernyős CRT-monitort kapott. A nagyobb képernyő negyven százalékkal nagyobb látómezőt kínál, mint az iMac. A rövid nyakú CRT-nek köszönhetően ugyanannyi helyet foglalt el, mint az iMac. A gép sorozatszámát és hálózati azonosítóját a számítógép előlapjára nyomtatták az optikai meghajtó ajtaja mögé, hogy az iskolák könnyebben követhessék a vásárlásokat. A RAM bővíthető a számítógép alján található szerviznyíláson keresztül. Az Apple külön akrilból készült, dönthető és forgatható állványt adott el a képernyő látószögének megváltoztatásához.
A fogyasztók kérésére az Apple 2002. június 4-én bejelentette, hogy az eMac az általános kiskereskedelemben is elérhető lesz elérhető. A felhasználók drágábban és más konfigurációs lehetőségekkel jutottak a géphez, mint az oktatási vásárlók.
Az eMac 2003-tól 2005 között a belépő szintű Macintosh-t jelentette. Az eMac általában hasonló teljesítményt és funkciókat kínált, mint az iMac G4, miközben egymás mellett árulták őket.
2003 októberében megújult az eMac, 800–1 GHz-es G4 processzor, 40 vagy 80 GB-os merevlemez volt a fő újdonság. Az 1 GHz-es modell ára csökkentett. Ez a változat volt az utolsó a sorban, amely hivatalosan is natívan futtatta a Mac OS 9 operációs rendszert.
Az iMac és eMac számítógépek az Apple népszerű termékei voltak, 2004 első naptári negyedévében 217 000 darabot értékesítettek. Az eMac sorozat következő verziója 2004 áprilisában jelent meg, 256 MB DDR SDRAM-mal, egy gyorsabb, 1,25 GHz-es processzorral és egy jobb ATI Radeon 9200 videó-kártyával.
Az utolsó eMac frissítés 2005 májusában jelent meg, még gyorsabb, 1,42 GHz-es CPU-val, Radeon 9600 grafikával és nagyobb szabványos merevlemezzel. Az eMac árai változatlanul 799 és 999 dollár között mozgott, kiépítéstől függően.
2005. október 12-től az Apple ismét csak oktatási intézmények számára értékesített eMac-et. Egyes elemzők úgy vélik, hogy az Apple rá akarta kényszeríteni a felhasználókat a drágább Mac Mini vagy iMac megvásárlására, amelyek magasabb haszonkulccsal rendelkeztek. Ezenkívül az eMac volt az egyetlen CRT-kijelzős termék az Apple kínálatában, ami technikailag már nem a csúcs minőséget jelentette, másrészt kiterjedése és súlya miatt a szállítási költségei magasak voltak. Az LCD-kijelzők árának csökkenése az iMac G5 árait is fokozatosan lefele tolta. Az eMac azonban továbbra is megvásárolható volt a nagyközönség számára néhány harmadik fél kiskereskedői webhelyén.
2006. július 5-én a teljes eMac sorozatot leállították. Azon a napon bemutatták az iMac Core Duo "oktatási konfigurációját", amely SuperDrive helyett Combo meghajtót és kisebb, 80 GB-os merevlemezt tartalmazott.
A korai eMac modellek natívan indítják a Mac OS 9.2.2-t és a Mac OS X 10.1.4-től kezdődően a Mac OS X verziókat. A 2003. október utáni modellek hivatalosan csak a Mac OS X-et voltak képesek futtatni.

## Technikai problémák
Számos korai eMac gép szenvedett az úgynevezett „Raster Shift”-től. A hiba a képernyő alsó harmadának vagy felének elsötétülése volt, a kijelző képe pedig felfelé tolódik, és túllép a kijelző felső határán. Komoly statikusság is kíséri a problémát, ami gyakorlatilag használhatatlanná tette a képernyő látható részét. A problémára válaszul az Apple az eMac házában lévő videokábel cseréjét javasolta. Az eMac egyes modelljei kondenzátor meghibásodástól szenvedtek, ami képtorzulást vagy a számítógép lefagyását okozta. Az Apple ezekre a problémákra egy garanciabővítő program bevezetésével válaszolt.

## Magyarországi árak
Az időszak hazai Apple képviseletét a HDSys Kft. látta el. Az eMac ár nélkül először a 2002. májusi viszonteladói árlistában jelenik meg. A csak oktatási intézményeknek kínált géphez járó szoftvercsomagban eMac szoftver csomagban a következő szoftverek voltak: Mac OS X, MacOS 9.2, QuickTime, iMovie 2, iPhoto, iTunes 2, AppleWorks, Mac OS X Mail, Microsoft Internet Explorer, World Book, Top Calculette, Acrobat Reader, FAXstf; Apple Hardware Test CD. A júniusi árlistán az olcsóbb eMac viszonteladói bruttó ára 352 800 forint, a drágábbé {Szám. A következő hónaptól kezdve 318 000 forint a legolcsóbb eMac. 2005-re jelentősen esik az eMac ára. A legkisebb eMac (1,25 GHz, 256GB, 40GB, CD, Radeon 9200, KB) viszonteladói ára 196 375 forint, az eMac (1,42 GHz, 256MB, 80GB, Combo, Radeon 9600, 56K, KB) 210 625 forint és az eMac (1,42 GHz, 512MB, 160GB, SD, Radeon 9600, 56K, KB) 265 375 forint volt.

## Technikai adatok táblázatban
A táblázat nem tartalmazza az összes műszaki paramétert. Az egyes modelleknél a bemutatáskor érvényes adatokat soroljuk fel, a későbbi frissítéseket nem. Az adatok az Apple adatlapjáról származnak, a hiányzó adatok – egyes gépeknél a kivezetés időpontja, az összes kijelző adat, üzemóra adat... – a MacTracker alkalmazásból valók. A táblázat időrendben sorolja fel a PowerBook G4 számítógépeket. A Kijelző oszlopnál látható sorba rendezés jelre (kétfejű nyíl) kattintva a kijelző méretei szerint mutatja a gépeket növekvő, majd csökkenő sorrendben. Ha mindkét nyíl látható, akkor az eredeti, időrendes sorrend látható. A gépek adatait tartalmazó sorok a kijelző mérete alapján színezettek.

| Név                | eMac                                           | eMac                                           | eMac (ATI Graphics)                            | eMac (ATI Graphics)                            | eMac (USB 2.0)                                 | eMac (2005)                                    |
| ------------------ | ---------------------------------------------- | ---------------------------------------------- | ---------------------------------------------- | ---------------------------------------------- | ---------------------------------------------- | ---------------------------------------------- |
| Bemutatva          | 2002. ápr. 29.                                 | 2002. aug. 13.                                 | 2003. május 6.                                 | 2003. május 6.                                 | 2004. ápr. 13.                                 | 2005. május 3.                                 |
| Kivezetve          | 2003. május 6.                                 | 2003. május 6.                                 | 2003. okt. 22.                                 | 2004. ápr. 13.                                 | 2005. május 3.                                 | 2005. okt. 12.                                 |
| Kijelző            | 17" (16" látható) 1280 x 960 flat CRT          | 17" (16" látható) 1280 x 960 flat CRT          | 17" (16" látható) 1280 x 960 flat CRT          | 17" (16" látható) 1280 x 960 flat CRT          | 17" (16" látható) 1280 x 960 flat CRT          | 17" (16" látható) 1280 x 960 flat CRT          |
| Processor          | PowerPC G4 (7441)                              | PowerPC G4 (7441)                              | PowerPC G4 (7445)                              | PowerPC G4 (7445)                              | PowerPC G4 (7447A)                             | PowerPC G4 (7447B)                             |
| Órajel             | 700 MHz                                        | 800 MHz                                        | 800 MHz                                        | 1 GHz                                          | 1,25 GHz                                       | 1,42 GHz                                       |
| Cache              | 64 KB L1, 256 KB L2 (1:1)                      | 64 KB L1, 256 KB L2 (1:1)                      | 64 KB L1, 256 KB L2 (1:1)                      | 64 KB L1, 256 KB L2 (1:1)                      | 64 KB L1, 512 KB L2 on chip (1:1)              | 64 KB L1, 512 KB L2 on chip (1:1)              |
| Front-side bus     | 100 MHz                                        | 100 MHz                                        | 133 MHz                                        | 133 MHz                                        | 167 MHz                                        | 167 MHz                                        |
| Memória            | 128 MB PC133 SDRAM                             | 128 MB PC133 SDRAM                             | 128 MB PC133 SDRAM                             | 256 MB PC133 SDRAM                             | 256 MB 333 MHz PC2700 DDR SDRAM                | 256 MB 333 MHz PC2700 DDR SDRAM                |
| Grafikai kártya    | NVIDIA GeForce 2 MX, 32 MB DDR SDRAM           | NVIDIA GeForce 2 MX, 32 MB DDR SDRAM           | ATI Radeon 7500, 2 MB DDR SDRAM                | ATI Radeon 7500, 2 MB DDR SDRAM                | ATI Radeon 9200, 32 MB DDR SDRAM               | ATI Radeon 9600, 64 MB DDR SDRAM               |
| Grafikai kártya    | AGP 2x                                         | AGP 4x                                         | AGP 4x                                         | AGP 4x                                         | AGP 4x                                         | AGP 4x                                         |
| Merevlemez         | 40 GB                                          | 40 GB                                          | 40 GB                                          | 40 GB                                          | 40 GB                                          | 40 GB                                          |
| Merevlemez         | Ultra ATA/66                                   | Ultra ATA/66                                   | Ultra ATA/66                                   | Ultra ATA/66                                   | Ultra ATA/100                                  | Ultra ATA/100                                  |
| Optikai meghajtó   | 32x CD-ROM                                     | 2x SuperDrive                                  | Combo Drive                                    | Combo Drive                                    | Combo Drive                                    | Combo Drive                                    |
| Wi-Fi              | [ 38 ]                                         | [ 38 ]                                         | [ 39 ]                                         | [ 39 ]                                         | [ 39 ]                                         | [ 39 ]                                         |
| Ethernet           | 10/100 BASE-T Ethernet                         | 10/100 BASE-T Ethernet                         | 10/100 BASE-T Ethernet                         | 10/100 BASE-T Ethernet                         | 10/100 BASE-T Ethernet                         | 10/100 BASE-T Ethernet                         |
| Modem              | 56k V.90 modem                                 | 56k V.90 modem                                 | 56k V.90 modem                                 | 56k V.90 modem                                 | 56k V.90 modem                                 | 56k V.90 modem                                 |
| Bluetooth          | nincs                                          | nincs                                          | nincs                                          | nincs                                          | nincs                                          | nincs                                          |
| USB                | 3x USB 1.1                                     | 3x USB 1.1                                     | 3x USB 1.1                                     | 3x USB 1.1                                     | 3x USB 2.0                                     | 3x USB 2.0                                     |
| FireWire           | 2x FireWire 400                                | 2x FireWire 400                                | 2x FireWire 400                                | 2x FireWire 400                                | 2x FireWire 400                                | 2x FireWire 400                                |
| Hang               | Beépített 18 W-os sztereó hangszóró            | Beépített 18 W-os sztereó hangszóró            | Beépített 18 W-os sztereó hangszóró            | Beépített 18 W-os sztereó hangszóró            | Beépített 16 W-os sztereó hangszóró            | Beépített 18 W-os sztereó hangszóró            |
| Videó kimenet      | Mini-VGA, 1280 x 960, de csak tükrözött módban | Mini-VGA, 1280 x 960, de csak tükrözött módban | Mini-VGA, 1280 x 960, de csak tükrözött módban | Mini-VGA, 1280 x 960, de csak tükrözött módban | Mini-VGA, 1280 x 960, de csak tükrözött módban | Mini-VGA, 1280 x 960, de csak tükrözött módban |
| Operációs rendszer | Mac OS X 10.1.4 "Puma" vagy Mac OS 9.2.2       | Mac OS X 10.1.4 "Puma" vagy Mac OS 9.2.2       | Mac OS X 10.2.6 "Jaguar"                       | Mac OS X 10.2.6 "Jaguar"                       | Mac OS X 10.3.3 "Panther"                      | Mac OS X 10.4 "Tiger"                          |
| Méret és súly      | 22,7 kg, 406 x 406 x 433 mm                    | 22,7 kg, 406 x 406 x 433 mm                    | 22,7 kg, 406 x 406 x 433 mm                    | 22,7 kg, 406 x 406 x 433 mm                    | 22,7 kg, 406 x 406 x 433 mm                    | 22,7 kg, 406 x 406 x 433 mm                    |

## eMac számítógépek az időben
| iMac számítógépek idővonalon |
| --- |
| A grafikon utoljára 2023. december 27-én frissült. A színkódok az iMac processzoraira utalnak, minden processzorhoz tartozó színnek van egy sötétebb változata is, az egymást követő gépek megkülönböztetéséhez. A színek kezdete a bemutató időpontja, a forgalmazás több esetben is hónapokkal később kezdődött. Megeshet, hogy egy csík végét kitakarja egy másik csík eleje. Előfordul, hogy a gyártás befejezését követően még egy ideig forgalomban marad az iMac adott verziója. A piros vonalak a processzor váltást jelzik. Az eMac az iMac G3 oktatási klónja, ezért szerepel a grafikonon. Az egyes eszközök technikai paraméterei az Apple adatlapjairól valók. Az ott meg nem található adatok forrása a MacTracker alkalmazás. |